# Shizuka Nakano
Shizuka Nakano (jap. 中野 シズカ, Nakano Shizuka; * 1969 in der Präfektur Tokio, Japan) ist eine japanische Manga-Zeichnerin.
Sie absolvierte ein Design-Studium an der Kunsthochschule Musashino. Ihren ersten Comic als professionelle Zeichnerin veröffentlichte sie im August 2000 mit der Kurzgeschichte Waonapāto (ワオンアパート) im Avantgarde-Manga-Magazin AX. Für dieses Magazin und unter anderem auch für das Kurzgeschichtenmagazin Esora beim Kōdansha-Verlag folgten weitere Werke. Seirinkōgeisha hat einige Comics, die sie für das AX-Magazin gezeichnet hat, in den beiden Sammelbänden Shisei (刺星, 2004) und Ōtobai (オートバイ, 2006) publiziert. Shisei wurde unter dem Titel Le Piqueur d’étoiles auch in Frankreich veröffentlicht.
Nakano wurde unter anderem von Ikuko Hatoyama beeinflusst.